# 당신 미안해요
당신 미안해요(Une parisienne, La Parisienne)는 이탈리아에서 제작된 미쉘 부아스롱 감독의 1957년 코미디 영화이다. 샤를르 보와이에 등이 주연으로 출연하였고 프란시스 코스네 등이 제작에 참여하였다.

## 출연

### 주연
- 샤를르 보와이에
- 헨리 비달
- 브리지트 바르도

### 조연
- 노엘 로크베르
- 마델레인 르보
- 페르난드 사르두
- 클레어 모리어

## 제작진
- 미술: 장 앙드레
- 의상: 피에르 발망
- 의상: 자크 에스테렐